# Peppone Calabrese
Giuseppe Calabrese, meglio noto come Peppone (Potenza, 6 marzo 1975), è un conduttore televisivo e imprenditore italiano.

## Biografia
Diplomatosi al liceo classico di Potenza, si trasferisce a Siena, dove si iscrive al corso di laurea in giurisprudenza senza completare gli studi e frequenta un master in "Organizzazione di eventi, comunicazione e marketing". Dopo diversi anni di collaborazione al CNR di Siena, torna a Potenza dedicandosi alla cura della persona formandosi in terapia del sorriso. Fonda, e ne è presidente per molti anni, l'associazione di volontariato "Potentialmente onlus", e poi entra nella cooperativa sociale "La mimosa", nella sede potentina del Rotary. Nel contempo diventa socio del bistrot "Cibó". Nel 2016 Peppone conosce nel suo locale Francesca Barra e Angelo Mellone, dirigente e conduttore Rai, giunti a Potenza per girare scene promozionali della regione Basilicata per lo show di Capodanno L'anno che verrà. Grazie a quest'ultimo viene suggerito come inviato per la trasmissione televisiva La prova del cuoco, condotta da Antonella Clerici su Rai 1. In seguito passa a Linea verde, programma della domenica mattina sempre su Rai 1, del quale è uno dei conduttori dal 2018.
Nel 2021 viene convocato per presentare al Quirinale la consegna degli attestati d'onore agli alfieri della Repubblica. Nel 2024 entra alla conduzione delle ultime puntate stagionali di Camper, sostituendo Marcello Masi che lascia per motivi personali, e venendo riconfermato nell'edizione dell'anno successivo. É altresì docente di antropologia del cibo e stile del territorio presso le accademie "In Cibum" di Pontecagnano e "Intrecci" di Castiglione in Teverina. È anche autore di Genius loci per la rivista La freccia di Trenitalia, una rubrica che si occupa della valorizzazione dei borghi italiani. Dal 3 al 6 ottobre 2024 è relatore al "Pianeta Terra Festival – Le comunità rurali" di Lucca, diretto da Stefano Mancuso. Nel giugno del 2025 è stato coordinatore del festival Restare Partire Tornare, tenutosi a Colli del Tronto e promosso dalla presidenza del consiglio dei ministri e dal Ministro per lo sport e i giovani.

### Vita privata
Nel 2015 si sposa a Taormina con la stilista siciliana Damiana Spoto, da cui divorzia nel 2024 senza aver avuto figli. Si professa cattolico.

## Televisione
- La prova del cuoco (Rai 1, 2017-2018)
- Linea verde (Rai 1, dal 2018)
- Grand Tour (Rai 1, 2019)
- Camper (Rai 1, dal 2024)

## Opere
- L'Italia che ho visto: luoghi, storie e ricette di un Paese autentico, Rai Libri, 2024, ISBN 978-88-397-1907-2.

## Premi e riconoscimenti
- 2020 – Premio Heraclea[11]
- 2022 – Ambasciatore della Dieta Mediterranea nel Mondo dal "Museo Vivente della Dieta Mediterranea" di Pioppi.[12]
- 2023 – Premio Portatore d'oro Antonio Statuto[13]
- 2024 – Fauno d'argento al Premio Contursi Terme[14]
- 2025 – Premio Speciale Cultura "Giornata ANS del libro" per il suo Italia che ho visto [15]